# Corydalis zeravschanica
Corydalis zeravschanica är en vallmoväxtart som beskrevs av M.A. Mikhailova. Corydalis zeravschanica ingår i släktet nunneörter, och familjen vallmoväxter. Inga underarter finns listade i Catalogue of Life.